# Бодог (име)
Бодог (мађ. Bódog), Сретен, старо мађарско мушко име са значењем богат, сретан. 

## Имендани
- 14. јануар.
- 21. фебруар.
- 18. мај.
- 9. јун.
- 7. јул.
- 20. новембар.

## Познате личности
-, војсковођа.